# Cayayo Troconis
Carlos Eduardo Troconis Troconis, (Caracas, Venezuela, 21 de octubre de 1968 - Caracas, Venezuela, 17 de noviembre de 1999)  conocido como "Cayayo", fue un músico, compositor, productor y dibujante venezolano.  
Cayayo fue una de las figuras más importantes del rock venezolano. Fue cofundador, guitarra y arreglista principal de Sentimiento Muerto (1981-1992), guitarrista, vocalista, compositor y líder de Dermis Tatú (1992-1997) y guitarrista de PAN (1998-1999). Estas fueron tres bandas fundamentales en el rock venezolano de los años 80 y 90. 
Cayayo fue también un gran impulsor de la escena y la cultura del rock en Venezuela: en 1998 y 1999, creó y produjo en Caracas junto a Gustavo Corma los ciclos de conciertos "Miércoles Insólitos" en espacios no convencionales para el rock como el Teatro Nacional y el Cine Radio City.  Estos conciertos buscaban generar un espacio en el que las bandas locales pudieran ofrecer shows de calidad, en una ciudad con una efervescente movida de bandas del subterráneo y en la que no existían lugares para hacer conciertos de rock.  Además creó las disqueras independientes Tas Sonao Discos y Los Insólitos, a través de los cuales produjo y editó discos de sus propias bandas y con los que ayudó a otras bandas locales a editar los suyos.
Después de su muerte, a causa de un edema pulmonar, se ha convertido en una figura de culto en el rock venezolano.

## Infancia
Cayayo nace el 21 de octubre de 1968 en Caracas, Venezuela, siendo el menor de 10 hermanos en el seno de una familia caraqueña de clase media alta.  Su padre se llamaba Humberto Troconis y su madre Flor Troconis. Sus hermanos se llaman Flor, Totoño, Humberto, Alicia, Lourdes, Miriam, Nacho, Roselena, y Marielena.
Cayayo se empezó a interesar en la música y el dibujo desde temprana edad. De acuerdo a su hermana Alicia: "Cayayo empezó dibujando antes de hablar, él trataba de explicarte algo y se ayudaba con los dedos, hacía dibujo en el aire. Eso fue una de las cosas que más me impresionó de Cayayo de pequeño". Por su parte, su hermana Flor afirma que: "a los 2 años, yo le puse por primera vez un disco de Led Zepelin, él se volvió como loco con ese disco, me pedía una y otra vez que se lo pusiera, repetidas veces todos los días por mucho tiempo". Según su madre: "a los 4 años, se enamoró de un disco que yo compré que tenía una música bellísima del "Violinista sobre el Tejado". Él ponía ese disco, y lo volvía a poner y podía pasar horas enteras oyéndolo.  Desde ahí yo comprendí que ese muchacho iba a ser músico". Su hermano Nacho afirma: "De pequeño, Cayayo siempre estaba dibujando y escuchando música. Escuchaba la música completamente pegado a la corneta y de los discos que más escuchaba estaban la banda sonora de Star Wars y uno de Led Zepellin que le encantaba, ese disco terminó completamente rayado".
En una de sus últimas entrevistas en 1999 con el periodista venezolano Yúmber Vera, el propio Cayayo afirma que "todos mis hermanos tienen una inclinación musical arrechísima. Desde que tengo uso de razón en mi casa mis hermanos escuchaban rock and roll tipo Hendrix y los Stones o salsa brava tipo Maelo o Héctor Lavoe, o sea, las dos tendencias más heavys de ambas expresiones.  Esa fue mi base musical".

## Dead Feeling
Cayayo empieza a definir su propio gusto musical alrededor de los 10 años, cuando su hermana Lourdes se va a vivir a San Francisco (California) alrededor de 1978.  En la entrevista con Vera, Cayayo afirma que: "Ella se fue escuchando jazz y música clásica y cuando regreso de vacaciones llegó transformada por el punk. Eso estéticamente me choqueó y cuando escuché la música y vi que era mucho menos elaborado que los Beatles, Yes y las bandas que yo escuchaba en ese momento y que tenía que ver más con una cuestión de actitud y visión frente a la vida. Esa vaina me atrapó de entrada".
Dead Feeling data de 1981, cuando se unen Pablo Dagnino (voz, teclados), Carlos Eduardo "Cayayo" Troconis (bajo), Luis Poleo (guitarra) y Alberto Cabello (batería). El nombre de la agrupación fue ideado por el guitarrista Luis Poleo. La banda estuvo en actividad entre 1981 y 1983 y son muy pocos los registros existentes de esta época, Pablo Dagnino recuerda que «sólo una vez se grabó pero yo no lo hice, y no se qué paso con eso. Fue el toque en el Colegio San Ignacio, había una grabadora de cinta ahí. No sé a dónde fue a parar esa grabación».

## Sentimiento Muerto
Sentimiento Muerto data de 1983, cuando se unen Pablo Dagnino (voz, teclados), Carlos Eduardo "Cayayo" Troconis (guitarra, coros), Edgar Jiménez P. (Guitarra y coros), Erwin "Wincho" Schafer (bajo) y Alberto Cabello (batería). Inicialmente se hacen llamar Dead Feeling; pero poco después dan forma a ese nombre con su traducción al español. Con un estilo en donde combinaban ritmos de New Wave con ritmos latinos, poco a poco van desarrollando un estilo propio.
En 1981 comienzan a tocar influenciados especialmente por bandas Punk y Post Punk, como Sex Pistols y The Cure, tocando temas de tendencia anarquistas ("USA te usa"), funda una banda conjuntamente con Edgar Jiménez y Erwin "Wincho" Schafer llamada M16, y luego fueron evolucionando a temas mucho más introspectivos, grabando sus canciones en casetes que eran distribuidos de manera directa entre su creciente grupo de admiradores, ya en los primeros años se presentan en Caracas en lugares como la concha acústica de Bello Monte, el Gran Café de Sabana Grande y locales comerciales de moda. Desde sus limitados recursos son considerados ahora como los primeros músicos venezolanos en utilizar el marketing a su favor de manera masiva y de una manera tan simplista e ingenua como efectiva; pintar el logo en grafitis en la ciudad, en los baños de los centros comerciales y en cada rincón de la ciudad donde se pudiese hacer, de hecho esta tendencia llegó a hacerse de cierta forma la principal tendencia de expresión artística (dentro de lo que cabe) de la juventud urbana rebelde de Caracas.
En el año 1984, el grupo comienza a darse a conocer a través de presentaciones en verbenas, ferias y fiestas para las cuales eran solicitados. En ese entonces, la banda había escogido como estrategia de difusión la distribución de cassettes piratas, como ellos los denominaban. Su popularidad en ciertos círculos llegó a ser tan importante que algunos de sus temas ("Manos Frías", "Educación Anterior de Édgar Jiménez", "Cuando vendrás") eran conocidos antes de que fuesen grabados apropiadamente en estudio o transmitidos por las estaciones de radio comerciales. Es antes de la producción de su primer álbum que Édgar Jiménez (1983-1987) es sustituido por José Echezuria "Pingüino". En 1986 había alcanzado notable popularidad (sin haber grabado un disco) pudiéndose presentar a casa llena dos noches seguidas en recintos de gran capacidad (Teatro Mata de Coco en Caracas), uno de estos conciertos, grabados en casete llega a manos del músico español Miguel Ríos quien los invita a una serie de conciertos en España con motivo del Encuentro de Rock iberoamericano, donde compartirían tarima con artistas como Charly García, El Último de la Fila, Paralamas Do Sucesso entre otros. Algunos críticos en España comentaron acerca de la calidad de la banda y se preguntaban por qué una agrupación como Sentimiento Muerto no estuviese contratada aún por ninguna disquera.
A su regreso de Europa, firman con SonoRodven para su primera grabación y el resultado es el álbum "El amor ya no existe", producido por el argentino Fito Páez. El disco iba a ser originalmente producido por Andrés Calamaro, pero después de un par de sesiones de grabación fue sustituido por Páez. Sobre esto Cayayo comentó en una entrevista hecha por el periodista venezolano Yúmber Vera lo siguiente: "Si Calamaro nos hubiera producido nuestro primer disco, creo que hubiese quedado mucho mejor que con Fito Páez. Por lo menos habría sido más coherente con el trabajo que veníamos desarrollando. Musicalmente, el tipo estaba en una posición en la que nos entendía perfectamente, pero no nosotros a él". Al finalizar la grabación Alberto Cabello abandona la banda para irse a estudiar en el Berklee College of Music en Boston, siendo sustituido por Sebastián Araujo (de solo 16 años para ese entonces). Este disco se convirtió en 1987 en el más vendido de la historia del rock en Venezuela, lugar que todavía mantenía a comienzos de 2006. El repertorio del disco incluía puras canciones de los casetes que fueron regrabadas y cuyo sonido se acercó más al new wave que al punk. La única canción "inédita" del disco era la nueva "Una extraña Sensación de Soledad" en la que Fito Páez tiene una pequeña colaboración en los teclados. En este disco Cayayo pone la voz líder al tema "Un Agradable Calor", compuesta conjuntamente por Édgar Jiménez P y con letra de Alberto Cabello.", la única canción de SM en la que Pablo Dagnino no es el vocalista principal. La tapa del disco muestra una fotografía de la figura de yeso de un ángel, la figura fue esculpida por Cayayo.
De su segundo disco "Sin sombra no hay luz" producido por Guillermo Carrasco en 1989, graban el videoclip del tema "Payaso" que se convierte en el primer vídeo musical de una banda venezolana en ser transmitido en la señal anglófona de MTV. Este disco es para los críticos el mejor desarrollado de la banda con temas tan representativos como: "Sin sombra no hay luz", "Payaso", "Ayug Paye" y "Nada sigue igual".
Antes de la grabación del tercer disco de la banda Wincho abandona la agrupación y en su lugar entra Héctor Castillo, en 1991 sale a la venta "Infecto de afecto", última grabación de la banda, producida por el argentino Mariano López quien en los 80 fue el responsable de la grabación y mezcla de varios de los más emblemáticos discos del rock argentino de los 80 como "Relax" de Virus, "Privé" de Luis Alberto Spinetta, "Giros" y "Ciudad de Pobres Corazones" de Fito Páez (junto a Tweety González) y ”Nada Personal” y ”Signos” de Soda Stereo. Para el momento de la grabación de "Infecto de Afecto", López venía de grabar y mezclar el disco "Canción Animal" de Soda Stereo que fue furor en toda Hispanoamérica.
"Infecto de Afecto" explora un sonido más crudo y roquero que los dos anteriores discos, acercándose más al rock alternativo dejando atrás el llamado "Ritmo Rico" que popularizó a Sentimiento Muerto. Este disco tiene la particularidad de tener la mitad de las canciones autoría de Cayayo y la otra mitad de Pablo Dagnino, lo que en cierta forma evidenciaba las diferencias conceptuales entre los dos. En lo referente a la música la llegada de Héctor Castillo generó tensiones dentro de la banda por la tirante relación que se dio con el vocalista Pablo Dagnino y por la gran afinidad que se dio entre Cayayo, Héctor y Sebastián. Las letras escritas por Cayayo se vuelven mucho más maduras y autorreferenciales como "Eva" e "Infecto de Afecto" las cuales escribió después de terminar con la artista plástica Emilia Azcárate, su novia de 6 años; "Piso Duro" que escribió en Nueva York mientras visitaba a su amigo el fotógrafo Andrés Manner y donde Cayayo durmió directamente en el piso durante toda la visita o la emotiva "Circo Cruel" que muestra una letra más social y que refleja la desazón que se respiraba en la realidad venezolana después del Caracazo de 1989.
En 1992 y en medio de serias tensiones internas la banda viaja a Bogotá como parte de la promoción de su disco "Infecto de Afecto"; para ese entonces Sentimiento Muerto estaba conformada por Cayayo, Pablo Dagnino, Sebastián Araujo y Héctor Castillo. Además los acompañaba un equipo de producción entre los que estaban el cineasta Fernando Venturini y el fotógrafo Iván Gabaldón.  Venturini registró el videoclip del tema "Piso Duro", mientras que con Gabaldón se dio el inicio de una relación de amistad y trabajo que se extendería hasta la época de Dermis Tatú. En medio de este viaje que debía durar un par de meses, la banda se disuelve cuando Pablo Dagnino decide regresar a Venezuela. Héctor y Sebastián deciden regresar a Venezuela y Cayayo por su parte se queda por tres meses en Bogotá impulsado en gran parte por el romance que por esa época tenía con Andrea Echeverri, cantante de la agrupación colombiana Aterciopelados, a quien había conocido durante el viaje, y aunque ella le pidió que tocara con el grupo, Cayayo decide regresar a Venezuela para resolver la disolución de Sentimiento Muerto.  El 10 de septiembre de 1992, en una reunión en "El León", un conocido local caraqueño, Cayayo, Pablo y Sebastián junto a Helena Ibarra, mánager del grupo, deciden disolver Sentimiento Muerto argumentando "diferencias conceptuales y artísticas irreconciliables" según artículo publicado sobre esa fecha en periódico local. En 1993 aparece el disco compilatorio "Fin del cuento 1981 - 1992", el cual era un compromiso adquirido por la banda con la disquera. Además de eso varios integrantes formaron Dermis Tatú.

## Dermis Tatú
Ya en "Infecto de Afecto", el último disco de Sentimiento Muerto, se había dado un distanciamiento creativo y sobre la forma de manejar la banda entre Pablo Dagnino y Cayayo, quienes eran los dos principales compositores de la banda. Mientras tanto, la compenetración musical entre Cayayo, Héctor Castillo y Sebastian Araujo se estrechaba y esto quedó plasmado en las canciones de Infecto de Afecto.
La banda se disuelve durante una gira en Bogotá en 1992. Es así como Cayayo regresa a Caracas y contacta nuevamente a Pablo Dagnino, Héctor Castillo y Sebastián Araujo para decidir qué pasaría con Sentimiento Muerto, luego de una tensa reunión en casa de un amigo en Altamira se decide el final de la banda.
Al poco tiempo Cayayo, Héctor y Sebastián deciden dar vida a un nuevo proyecto que se convertiría en Dermis Tatú, una banda que al igual que Sentimiento Muerto arrancaría en los circuitos undeground de Caracas. En principio el rol de vocalista lo ocuparía Alí Venturini, hermano del cineasta Fernando Venturini, quien los había acompañado durante el viaje de Sentimiento Muerto en Bogotá. Venturini sale de la banda rápidamente y Cayayo asume el rol de frontman y voz principal. La banda se dedicó a ensayar intensamente en "la casita", una especie de depósito que había en la casa de Cayayo y que convirtieron en su sala de ensayos.
La banda debuta con una presentación en la Sala Cadafe de Caracas durante el Primer Festival de Nuevas Bandas el 30 de mayo de 1993 compartiendo cartel con la Seguridad Nacional. Tocaron 7 canciones: "Ausencia", "Anestesiado", "Sordera", "Asco", "Intentos Fallidos", "El Hoyo" y "Terrenal".  Cangrejo de la Seguridad Nacional los acompañó durante "Intentos Fallidos" y "El Hoyo" y luego Cayayo acompañó a La Seguridad Nacional en dos canciones.
Luego de tocar a duras penas por un año y medio en el limitado circuito caraqueño, se da un encuentro que cambiaría la historia de la banda: en 1994 Charly García y su banda fueron a tocar en Caracas y entonces se da un reencuentro entre Fernando Samalea, el baterista de Charly García y Cayayo, quienes se habían conocida en 1986 cuando Sentimiento Muerto viajó a España al Encuentro de Rock Hispanoamericano organizado por Miguel Ríos; desde entonces Samalea y Cayayo mantuvieron una amistad que se reactivaba cada vez que Charly García y su banda iban a tocar a Caracas. Cayayo invita entonces a Samalea y el resto de la banda de García a un toque de Dermis Tatú en un burdel de Chacao llamado "La Perla Tropical", los músicos asisten acompañados de Charly García quien se retira al poco tiempo de llegar por el ambiente "enrarecido del local".  Al terminar el toque surge la invitación de Samalea a la banda para ir a Argentina y a los dos meses Dermis Tatú estaba viajando a Buenos Aires en donde fueron recibidos en la casa de Samalea en el barrio de Constitución.
La idea de la banda era poder tocar en Buenos Aires en donde la movida del rock estaba mucho más desarrollada que en Caracas. Lo que comenzó con unos pocos recitales, se extendió a una estadía de casi seis meses en los que tocaron unas 13 veces en el circuito porteño ayudados por sus amigos argentinos Fernando Samalea, Tweety González, Mariano López y Pablo Sbaraglia. Sobre este período Héctor Castillo recuerda: «Salíamos todas las noches, conocíamos a la gente del ambiente. Buenos Aires era la meca del rock en español: sentíamos que en nuestro país no nos comprendían, necesitábamos un público más abierto y mucho más rockero».[cita requerida]  Durante su estancia en Buenos Aires, aquella vez el trío registró La violó, la mató, la picó, única placa editada de la banda. Para una entrevista en el diario El Clarín, Héctor Castillo dijo: "Recuerdo que ese álbum se hizo muy rápido. Lo grabamos prácticamente en vivo y al toque lo mezclamos. Esos temas se nutrieron de nuestra experiencia aquí".[cita requerida]
El disco demostraría el genio creativo de Cayayo, y se convertiría con el paso del tiempo en un disco de culto y por muchos el mejor disco de rock editado por una banda venezolana y uno de los mejores producidos en Hispanoamérica durante la década de los noventa.[cita requerida] Después de grabar el disco y regresar a Venezuela, la banda tuvo la oportunidad de viajar a presentaciones en Bruselas (en un bar llamado Dorian Gray), Londres (en el Coin Street Summer Fest), Nueva York (donde se presentaron en el conocido local S.O.B.'s) y en Miami (en un local llamado Dash).
Tras su regreso a Venezuela, la banda se dedicaría a la promoción del disco grabando el videoclip (Terrenal), apareciendo en medios de comunicación y tocando en todos los lugares que pudieran. o. En 1997 la banda se dedicó a grabar maquetas para su segundo álbum, el cual hasta la fecha continúa inédito. En estos demos, la banda contó con la participación de Abraham García, alias Cangrejo, de la Seguridad Nacional en voces, guitarra rítmica y armónica.En total fueron 10 canciones nuevas, cinco de las cuales estaban firmadas por Cangrejo, una por Héctor Castillo y el resto por Cayayo Troconis. Por medio de bootlegs se han conocido algunas de las canciones de esta placa, destacándose por un refinamiento musical y una madurez en sus composiciones.
Ese mismo año viajan a Los Ángeles, llevando a Cangrejo como cuarto integrante. La banda se instala en Long Beach por 6 meses, a lo largo de los cuales se presentan en numerosos bares de la ciudad, incluyendo presentaciones en famosos locales como House of Blues de Los Ángeles y Slim's en la ciudad de San Francisco. En San Francisco se presentan también en el festival callejero del "Verano del Amor", el cual se realiza ininterrumpidamente desde los años sesenta. Durante este período también se presentaron en Tijuana en un par de oportunidades, y en la ciudad de Las Vegas compartiendo con la banda mexicana La Maldita Vecindad y los chilenos de Los Tres. En Las Vegas también realizaron una presentación radial en vivo, en el programa del locutor Donald Rogers.
Al regresar de Los Ángeles, el final de la banda era inminente. Héctor Castillo decide trasladarse a los Estados Unidos para cursar estudios de ingeniería de sonido, y a pesar de la insistencia del mánager Iván Gabaldón de buscar un nuevo bajista, Troconis y Araujo deciden dar el proyecto por concluido. Dermis Tatú se separa y eventualmente Cayayo Troconis se incorpora a la banda de funk rock PAN y Sebastián Araujo se suma al grupo de rock-bugaloo Bacalao Men. La despedida de Dermis Tatú se dio en 1998 en medio de un concierto de PAN en el Teatro Nacional de Caracas durante el primer ciclo de conciertos alternativos llamados Miércoles Insólitos (organizados por Cayayo y Gustavo Corma de la Seguridad Nacional), cuando los integrantes de PAN se retiraron del escenario dando paso a Héctor Castillo y Sebastián Araujo para una breve despedida de Dermis Tatú. En esta presentación interpretaron seis canciones, incluyendo la inédita El Choripaco.

## PAN
La última banda de la que formó parte Cayayo fue PAN, liderada por él mismo, junto con Wincho Schafer (bajo, trompeta, coros), Argel Trejo  (voz líder, coros) y Miguel Toro (batería). Fueron unos de los primeros en Venezuela que experimentaron con rap-metal y con influencias bastante rave por parte de Cayayo, un sonido bastante distante a los anteriores trabajos. Su único disco (PAN, 1999) fue editado como un EP por la disquera independiente Los Insolitos creada por Cayayo. El disco fue grabado en vivo en el Teatro Nacional de Caracas.
Cayayo fallece el miércoles 17 de noviembre de 1999, unas horas antes de una presentación de PAN en el segundo ciclo de Miércoles Insólitos que se celebraba en el desaparecido cine Radio City en el boulevard de Sabana Grande. Murió en la clínica Ávila a donde fue trasladado desde su casa por un paro respiratorio como consecuencia de una sobredosis de heroína.[cita requerida] Al momento de su muerte se encontraba en compañía de Gustavo Corma, guitarrista de Seguridad Nacional. Una semana después de su desaparición, se realizó un tributo con todos sus antiguos compañeros de Sentimiento Muerto se juntaron acompañados de miembros de otras bandas venezolanas de la época en el mismo ciclo Miércoles Insólitos que organizaba al momento de su muerte y en donde una semana antes debía presentarse.
Cayayo dejó numerosos demos de canciones inéditas grabadas en un portaestudio de 8 canales muy diferentes a su obra de Dermis Tatú, PAN y Sentimiento Muerto por lo íntimo y personal de estas grabaciones. Algunas de ellas se han divulgado por internet destacando las estremecedoras "Rastros de Luz" y "Alma Perpetua". Además existe un registro inédito de más de 100 horas en vídeo de la vida íntima de Dermis Tatú después de su regreso de Argentina, propiedad del fotógrafo y documentalista Iván Gabaldón (antiguo mánager de Dermis Tatú), en donde existen incontables horas de material inédito de Cayayo con versiones en vivo, versiones alternas y canciones inéditas que no fueron registradas de otra forma que por la cámara Hi 8 de Gabaldón.
El 7 de octubre de 2014 y luego de 2 años de investigación el periodista Eugenio Miranda publica un libro alusivo a su vida artística y obra musical que se tituló: “Cayayo, Alma Perpetua”.  En dicho trabajo Miranda entrevistó a más de 50 personas allegadas a la vida del mítico músico, quienes dieron testimonio fiel de sus vivencias con Troconis durante toda su vida.

## Discografía

### Como músico
- Sentimiento Muerto (1986) de Sentimiento Muerto
- El amor ya no existe (1987) de Sentimiento Muerto
- Sin sombra no hay luz (1989) de Sentimiento Muerto

- Infecto de afecto (1991) de Sentimiento Muerto
- La violó, la mató, la picó (1995) de Dermis Tatú
- PAN (1999) de PAN

### Como productor
- Música para los apóstoles madres (1999) de Dioslepague